# 埃米尔·霍尔斯特
埃米尔·霍尔斯特（丹麥語：Emil Holst，1991年1月9日—），丹麥男子羽毛球運動員。

## 簡歷
埃米尔·霍尔斯特8歲時開始接觸羽毛球運動，至9歲時開始參加國內的少年比賽，到16歲時（2007年）初次出戰國際賽事希臘羽毛球公開賽。
2017年8月，霍尔斯特參加蘇格蘭格拉斯哥舉行的世界羽毛球錦標賽，出戰男子單打項目。他在首圈以2-0擊敗瑞典選手菲利克斯·布雷施泰特晉級，但在第二圈就以1比2（21-19、8-21、16-21）不敵7號種子、中國的林丹出局。
埃米尔·霍尔斯特因對比賽的熱情已不若過往，希望能在場外尋找新的人生目標，而在2018年5月離開丹麥國家隊。

## 主要比賽成績
只列出曾進入準決賽的國際賽事成績：
| 年份   | 賽事                       | 公開賽級別 | 項目     | 搭檔                | 成績   |
| ------ | -------------------------- | ---------- | -------- | ------------------- | ------ |
| 2009年 | 歐洲青年羽毛球錦標賽       | 其他       | 混合團體 | －                  | 冠軍   |
| 2009年 | 歐洲青年羽毛球錦標賽       | 其他       | 男子單打 | －                  | 冠軍   |
| 2009年 | 歐洲青年羽毛球錦標賽       | 其他       | 男子雙打 | 马德斯·佩德森       | 亞軍   |
| 2010年 | 冰島羽毛球國際賽           | 未來系列賽 | 男子單打 | －                  | 準決賽 |
| 2010年 | 冰島羽毛球國際賽           | 未來系列賽 | 男子雙打 | 米克尔·米克尔森     | 冠軍   |
| 2011年 | 塞浦路斯羽毛球國際賽       | 國際系列賽 | 男子單打 | －                  | 冠軍   |
| 2011年 | 挪威羽毛球國際賽           | 國際挑戰賽 | 男子單打 | －                  | 亞軍   |
| 2012年 | 克羅地亞羽毛球國際賽       | 國際系列賽 | 男子單打 | －                  | 亞軍   |
| 2012年 | 哈爾科夫羽毛球國際賽       | 國際挑戰賽 | 男子單打 | －                  | 冠軍   |
| 2012年 | 荷蘭羽毛球大獎賽           | 大獎賽     | 男子單打 | －                  | 準決賽 |
| 2013年 | 瑞典斯德哥爾摩羽毛球國際賽 | 國際挑戰賽 | 男子單打 | －                  | 準決賽 |
| 2013年 | 保加利亞羽毛球國際賽       | 國際挑戰賽 | 男子單打 | －                  | 冠軍   |
| 2013年 | 意大利羽毛球國際賽         | 國際挑戰賽 | 男子單打 | －                  | 準決賽 |
| 2014年 | 歐洲男子羽毛球團體錦標賽   | 其他       | 男子團體 | －                  | 冠軍   |
| 2014年 | 芬蘭羽毛球公開賽           | 國際挑戰賽 | 男子單打 | －                  | 冠軍   |
| 2014年 | 荷蘭羽毛球國際賽           | 國際系列賽 | 男子雙打 | 拉斯穆斯·弗莱德伯格 | 亞軍   |
| 2014年 | 比利時羽毛球國際賽         | 國際挑戰賽 | 男子單打 | －                  | 準決賽 |
| 2015年 | 波蘭羽毛球公開賽           | 國際挑戰賽 | 男子單打 | －                  | 亞軍   |
| 2015年 | 歐洲運動會羽毛球比賽       | 其他       | 男子單打 | －                  | 銀牌   |
| 2015年 | 荷蘭羽毛球大獎賽           | 大獎賽     | 男子單打 | －                  | 準決賽 |
| 2015年 | 美國羽毛球國際賽           | 國際挑戰賽 | 男子單打 | －                  | 冠軍   |
| 2016年 | 歐洲男子羽毛球團體錦標賽   | 其他       | 男子團體 | －                  | 冠軍   |
| 2016年 | 奧爾良羽毛球國際挑戰賽     | 國際挑戰賽 | 男子單打 | －                  | 冠軍   |
| 2016年 | 芬蘭羽毛球公開賽           | 國際挑戰賽 | 男子單打 | －                  | 準決賽 |
| 2016年 | 湯姆斯盃                   | 其他       | 男子團體 | －                  | 冠軍   |
| 2016年 | 西班牙羽毛球國際賽         | 國際挑戰賽 | 男子單打 | －                  | 準決賽 |
| 2016年 | 荷蘭羽毛球大獎賽           | 大獎賽     | 男子單打 | －                  | 準決賽 |
| 2018年 | 歐洲男子羽毛球團體錦標賽   | 其他       | 男子團體 | －                  | 冠軍   |

| 2007-2017年 | 首要超級賽 | 超級賽 | 黃金大獎賽 | 大獎賽 | 國際挑戰賽 | 國際系列賽 | 未來系列賽 | 其他 |

| 2018-2026年 | 總決賽 | 超級1000賽 | 超級750賽 | 超級500賽 | 超級300賽 | 超級100賽 | 國際挑戰賽 | 國際系列賽 | 未來系列賽 | 其他 |

### 世界冠軍頭銜
埃米尔·霍尔斯特在羽毛球生涯中共奪得 1 項羽毛球世界冠軍頭銜。
| 賽事     | 奪冠次數 | 年份               |
| -------- | -------- | ------------------ |
| 湯姆斯盃 | 1        | 2016年（男子團體） |
| 總計     | 1        |                    |

### 奧運會和世錦賽參賽紀錄
|          | 2017 |
| -------- | ---- |
| 男子單打 | 32強 |